# Chrysemosa parva
Chrysemosa parva is een insect uit de familie van de gaasvliegen (Chrysopidae), die tot de orde netvleugeligen (Neuroptera) behoort. 
Chrysemosa parva is voor het eerst wetenschappelijk beschreven door Tjeder in 1966.